# Colt M1917

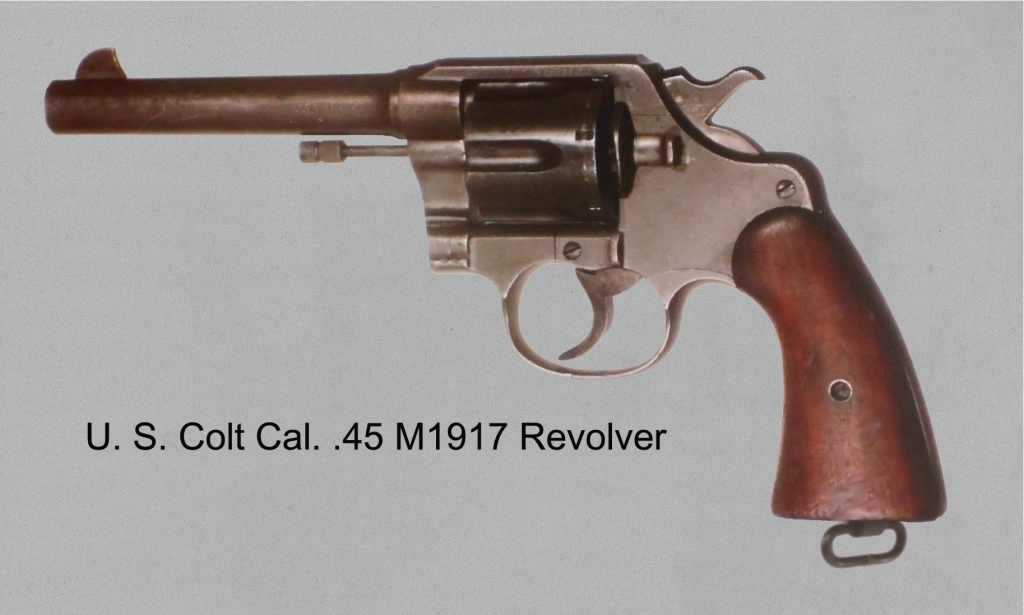
U.S. Colt 45 M1917 Revolver

Le revolver Colt M1917 fut produit pour l’US Army durant la Première Guerre mondiale pour compléter la dotation des Colt M1911.  C’est un dérivé du Colt New Service.

## L’arme
C’est un gros revolver à double action et barillet basculant.  Il tire une munition de pistolet grâce à des clips  semi-circulaires. Ses organes de visée sont fixes (guidon demi-lune et cran de mire entaillé). Les plaquettes de crosse sont  en noyer lisse. L’arme comporte un anneau de suspension. Une version commerciale  dotée d’une crosse quadrillée fut vendue à partir de 1920.

## Caractéristiques
- Munition : .45 ACP, .45 Auto Rim
- Longueur : 27 cm
- Canon : 14 cm
- Masse : 1,13 kg
- Barillet : 6 cartouches

## Les utilisateurs
La firme de Hartford fabriqua 151 000 revolvers M17 essentiellement pour la Police militaire. Durant la Seconde Guerre mondiale,  les Colt M17 furent fournis aux armées Alliés des USA.  Il faisait partie de l'arsenal de Bonnie Parker. L'Armée de terre l'utilisa durant la Guerre d'Indochine.

## Sources
- Yves Louis Cadiou, Colt. Volume II, Revolvers à cartouches métalliques, Éditions du Portail, 1994,  (ISBN 2-86551-020-4)
- Raymond Caranta, L'Aristocratie du pistolet, Crépin-Leblond, 1997